# Bernard Charrier
Bernard Louis Marie Charrier (* 4. August 1938 in Nantes, Frankreich) ist ein französischer Geistlicher und emeritierter römisch-katholischer Bischof von Tulle.

## Leben
Bernard Louis Marie Charrier empfing am 29. Juni 1964 die Priesterweihe.
Papst Johannes Paul II. ernannte ihn am 22. Januar 2001 zum Bischof von Tulle. Die Bischofsweihe spendete ihm der Bischof von Nantes, Georges Soubrier PSS, am 22. April desselben Jahres; Mitkonsekratoren waren Gaston Poulain PSS, Bischof von Périgueux, und Robert Sarrabère, Bischof von Aire und Dax.
Am 12. Dezember 2013 nahm Papst Franziskus seinen altersbedingten Rücktritt an. Am 6. April 2017 ernannte ihn Papst Franziskus für die Dauer der bis zum 17. Dezember desselben Jahres währenden Sedisvakanz zum Apostolischen Administrator von Aire und Dax.